# Laurence Simmons Baker

General Baker

Laurence Simmons Baker (* 15. Mai 1830 im Gates County, North Carolina; † 10. April 1907 in Suffolk, Virginia) war ein Brigadegeneral im konföderierten Heer im Sezessionskrieg und nach dem Krieg Eisenbahner.

## Leben
Baker beendete 1851 sein Studium an der Militärakademie in West Point, New York als 42. seines Jahrgangs und diente die nächsten 10 Jahre im US-Heer, zuletzt im Rang eines Hauptmanns. Am 10. Mai 1861, nachdem North Carolina die Union verlassen hatte, quittierte er den Dienst und trat am 16. Mai als Oberstleutnant dem konföderierten Heer bei, um als zuerst ein Kavallerieregiment aufzustellen. Das Regiment, dessen zweiter Kommandeur Baker wurde, war das 1. North Carolina Kavallerie-Regiment und am 12. Oktober 1861 in Richmond, Virginia stationiert. Am 1. März 1862 wurde der Kommandeur Robert Ransom, Jr. zum Brigadegeneral befördert und Baker zum Oberst. Er führte das Regiment bei der Sieben-Tage-Schlacht vom 25. Juni bis 1. Juli 1862.
Ebenso führte er das Regiment bei der Schlacht von Fredericksburg am 11.–15. Dezember 1862 und bei der Schlacht von Gettysburg am 1.–3. Juli 1863, woraufhin er am 23. Juli zum Brigadegeneral befördert wurde. Nur eine Woche später, am 31. Juli, wurde er bei der Überquerung des Rappahannock mehrfach verwundet. Am 9. Juni 1864 nach vollständiger Genesung übernahm er das Kommando über den 2. Verteidigungsbezirk von North Carolina. Gegen Ende des Krieges wurde er vom US-Heer gefangen genommen und erst im Mai 1865 wieder entlassen.
Nach Kriegsende betätigte sich Baker in North Carolina als Farmer, wurde 1878 Leiter der Eisenbahnstation in Suffolk, Virginia, wo er 1907 auch verstarb.